# Consiglio comunale (ordinamento belga)
In Belgio, il consiglio comunale è l'assemblea legislativa a livello di comune. È composto da consiglieri, borgomastri (sindaci) e assessori, eletti direttamente dai cittadini durante le elezioni comunali. Il sindaco e gli assessori formano l'organo esecutivo del comune, chiamato Collegio dei sindaci e degli assessori (a Bruxelles e nelle Fiandre) o Collegio comunale (in Vallonia).
Dal 1º gennaio 2002, le Regioni sono competenti nell'emanare quasi tutte le regole di organizzazione delle loro istituzioni locali. Questa evoluzione fa parte della logica del federalismo belga.
Le procedure operative di un consiglio comunale possono quindi variare da una regione all'altra.

## Descrizione

### Generalità
Il consiglio comunale viene completamente rinnovato nelle elezioni che si svolgono ogni 6 anni la seconda domenica di ottobre. La data più recente è stata il 14 ottobre 2018.
I consiglieri comunali sono eletti direttamente dall'assemblea degli elettori del comune.
Il loro numero, sempre dispari, varia da 7 a 55 in base all'importanza demografica del comune.
Il voto è obbligatorio per i cittadini belgi.
I cittadini di altri Stati membri dell'Unione europea e di paesi terzi godono del diritto di voto su base volontaria. Ma una volta iscritti nel registro degli elettori, l'obbligo di voto si applica anche a loro.
Questi stessi cittadini possono anche candidarsi nelle liste elettorali comunali (ed europee, a seconda dei casi).
Il consiglio si riunisce quando necessario, per gli affari inclusi nelle sue attribuzioni, e almeno dieci volte l'anno.
Le riunioni del consiglio comunale sono pubbliche, tranne per le questioni riguardanti le persone, che sono quindi trattate a porte chiuse.
Il Consiglio regola tutto ciò che è di interesse comune e delibera su tutte le altre materie sottopostegli dall'autorità superiore.

### Nella Regione vallona
Nella Regione vallone, dalle elezioni municipali del 2006, il sindaco non è più nominato dal potere esecutivo su proposta del consiglio comunale; è il candidato che ha il maggior numero di voti nella lista più importante della coalizione che otterrà l'ufficio di Borgomastro (può, tuttavia, rifiutare questo mandato).
La coalizione istituita può essere rovesciata con un voto di sfiducia costruttiva dopo 18 mesi di attività: l'opposizione deve proporre, al posto del collegio comunale al potere, un altro collegio. Se la proposta riceve la maggioranza, è un nuovo esecutivo a prendere la direzione del comune. Non è possibile procedere ad un nuovo voto di questo tipo prima di un anno. Inoltre, il Governo vallone vuole istituire un tribunale dei revisori, incaricato di controllare le modalità di gestione dei comuni, un progetto nato a seguito di numerose pratiche scorrette commesse nella gestione della città di Charleroi durante il mandato (2000-2006). Tutto ciò tende a trasformare il consiglio comunale in una sorta di parlamento locale.